# 9458 Beaumont
9458 Beaumont è un asteroide della fascia principale. Scoperto nel 1998, presenta un'orbita caratterizzata da un semiasse maggiore pari a 2,5602822 au e da un'eccentricità di 0,1561442, inclinata di 4,22742° rispetto all'eclittica.